# Alpes de Lyngen
Les Alpes de Lyngen (en norvégien Lyngsalpan ou Lyngsfjellan) sont un massif des Alpes scandinaves situé dans le comté de Troms, à l'est de Tromsø, dans le nord de la Norvège. Elles sont situées en grande partie sur la péninsule de Lyngen, bordée à l'ouest par l'Ullsfjorden et à l'est par le fjord de Lyngen. La péninsule elle-même est partiellement coupée par le fjord Kjosen, qui rejoint ensuite l'Ullsfjorden. Le massif possède un caractère alpin très prononcé et culmine au Jiehkkevárri (1 834 m) qui est aussi le plus haut sommet du comté de Troms.

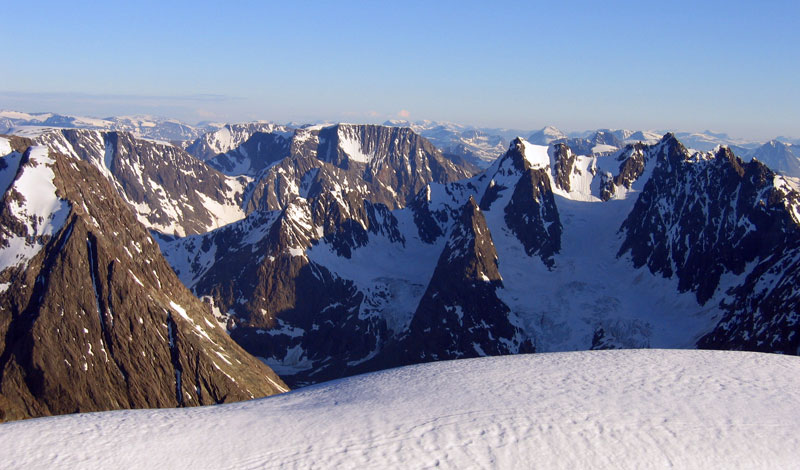
Vue des Alpes de Lyngen